# Trichoglossus
Trichoglossus és un gènere d'ocells de la família dels psitàcids.

## Llista d'espècies
Aquest gènere està format per 14 espècies:
- lori pitgroc (Trichoglossus capistratus).
- lori de pit escatós (Trichoglossus chlorolepidotus).
- lori de cap olivaci (Trichoglossus euteles).
- lori verd-i-groc (Trichoglossus flavoviridis).
- lori de Forsten (Trichoglossus forsteni).
- lori dels cocoters (Trichoglossus haematodus).
- lori de Mindanao (Trichoglossus johnstoniae).
- lori de Sulawesi (Trichoglossus meyeri).
- lori irisat (Trichoglossus moluccanus).
- lori ornat (Trichoglossus ornatus).
- lori de Biak (Trichoglossus rosenbergii).
- lori de Pohnpei (Trichoglossus rubiginosus).
- lori de collar vermell (Trichoglossus rubritorquis).
- lori de Weber (Trichoglossus weberi).